# Engelsk setter
 Denne artikel bør gennemlæses af en person med fagkendskab for at sikre den faglige korrekthed.

Engelsk setter er en hunderace der bl.a. er kendt for sine imponerende præstationer indenfor forskellige former for hundesport - eksempelvis agility, lydighedstræning og show. Racen er en jagthund af gruppen af stående hunde.
Hunderacen er desuden kendt for at være venlig, godmodig, aktiv og i besiddelse af en intens jagtlyst. Hunden kan desuden kendes på dens sorte/leverbrune næse, stærke kæber og dens klare brune øjne. 
En engelsk setter har generelt et mildt temperament, men kan dog være lidt stædig. Hunderacen reagerer bedre på positiv træning (godbidder og lignende) frem for hård træning og vrede stemmer. Hunden har generelt ry for at være en fin familiehund.[kilde mangler]